# Acrostichus halicti
Acrostichus halicti (synoniem: Aduncospiculum halicti Giblin & Kaya, 1984) is een entomopathogene rondworm, die tot de familie Diplogastridae behoort. De rondworm parasiteert bijen van het geslacht Halictus en komt voor in de Dufour's klieren.